# Салађени (Јаши)
Салађени (рум. Sălăgeni) насеље је у Румунији у округу Јаши у општини Грозешти. Oпштина се налази на надморској висини од 27 m.

## Становништво
Према подацима из 2002. године у насељу је живело 90 становника, од којих су сви румунске националности.